# Alfred Bem
Alfred Ljudvigovič Bem (rusky Альфред Людвигович Бем, někdy uváděn jako Alexej Fjodorovič Bem, 6. května 1886 Kyjev – 16. května 1945) byl ruský literární historik a kritik, činovník společenského života ruské emigrace. Vynikl jako odborník na Dostojevského.

## Život
Bem se narodil v Kyjevě v německé rodině. Vzdělání získal na Kyjevské univerzitě, studoval i na filologickém oddělení historicko-filologické fakulty petrohradské univerzity, odkud ale byl vyloučen pro účast na studentských demonstracích. Pracoval v oddělení rukopisů knihovny ruské Carské akademie věd a také v knihovně Petrohradské duchovní akademie. Byl redaktorem a spoluautorem pětisvazkové bibliografie Přehled prací ze slovanských studií. V roce 1919 nebo 1920 opustil rodnou zemi, žil v Bělehradě a potom v letech 1920–1922 ve Varšavě, kde vedl literární společnost Taverna básníků. Byl ženatý, s manželkou Antoninou Josifovnou (rozenou Omeljaněnkovou), měl dvě dcery, Irinu (nar. 1916) a Taťjanu (1919).
V roce 1922 se usadil v Praze. Tam založil Společnost Dostojevského, byl tajemníkem Ruského pedagogického byra a vydával jeho zpravodaj. Řídil literární společnost Poustevna básníků (1922–1940). Roku 1932 se stal doktorem věd na Německé univerzitě, ale již od roku 1922 učil ruský jazyk a literaturu na Karlově univerzitě (až do roku 1939) a v Ruském pedagogickém institutu J. A. Komenského v Praze. Přednášel také na Ruské svobodné univerzitě. Od roku 1925 do roku 1938 vedl seminář o studiu Dostojevského na Ruské lidové univerzitě v Praze. Dohlížel na vydání třísvazkového sborníku O Dostojevském. Sborník statí a materiálů, který vycházel v letech 1929, 1933 a 1936. Jeho článek Dostojevskij – geniální čtenář založil jeden z důležitých nových směrů zkoumání díla Dostojevského.
Politickým přesvědčením byl Bem blízký eserům. V roce 1920 vstoupil do skupiny Rolnické Rusko a roku 1927 se stal jedním ze zakladatelů strany Rolnické Rusko – Rolnická strana práce, stal se jedním z jejích lídrů a členem ústředního výboru. Působil také jako redaktor jejího časopisu Věstník Rolnického Ruska. V roce 1934 ale stranu opustil.
Dne 3. ledna 1945 byl Ministerstvem školství a národní osvěty jmenován knihovníkem Říšské nadace Reinharda Heydricha pro vědecké bádání. Dne 16. května 1945 byl zatčen jednotkami sovětské vojenské kontrarozvědky SMĚRŠ. Jeho další osud a okolnosti jeho smrti jsou neznámé.
Bemova pozůstalost je uložena v archivu Muzea národního písemnictví v Praze, některé materiály ve Slovanské knihovně v Praze.
Dne 11. května 2022 mu byla na domě, kde žil (na adrese Rooseveltova 597/29, Praha 6 – Bubeneč), odhalena pamětní deska v rámci projektu Poslední adresa.

## Výběr z díla
- K vyjasnění historicko-literárních pojmů (Petrohrad, 1918)
- Tajemství osobnosti Dostojevského (Praha, 1928)
- U zdrojů díla Dostojevského (Praha, 1936)
- Puškin (Užhorod, 1937)
- Dostojevskij. Psychoanalytické etudy (Praha – Berlín, 1938)
- Dopisy o ruské literatuře, které vycházely v časopisech Rul' (Berlín, 1931), Molva (Varšava, 1932–1934) a Meč (Varšava, 1934–1939)
- Články a kritiky v ruskojazyčných časopisech Novaja russkaja kniga, Volja Rossiji, Svojimi puťami, Sovremennyje zapiski.
- Články a kritiky v českojazyčných časopisech Slavia, České slovo, Lumír, Listy pro umění a kritiku, Časopis pro moderní filologii.

Celé dílo čítá 535 titulů.